# Les Cluses
Les Cluses er en by og kommune i departementet Pyrénées-Orientales i Sydfrankrig.

## Geografi
Les Cluses ligger tæt på den spanske grænse 30 km syd for Perpignan. Nærmeste byer er mod vest Maureillas-las-Illas (4 km) og mod syd Le Perthus (5 km).

## Demografi

### Udvikling i folketal
| 1962                                                              | 1968 | 1975 | 1982 | 1990 | 1999 | 2007 | 2013 | 2017 |
| ----------------------------------------------------------------- | ---- | ---- | ---- | ---- | ---- | ---- | ---- | ---- |
| 49                                                                | 67   | 115  | 148  | 165  | 219  | 243  | 259  | 242  |
| Tal fra og med 1962 er uden dobbelttælling (sans doubles comptes) |      |      |      |      |      |      |      |      |